# Радьковка (Харьковская область)
Радько́вка (укр. Радьківка) — село,
Кондрашовский сельский совет,
Купянский район,
Харьковская область, Украина.
Код КОАТУУ — 6323783006. Население по переписи 2001 года составляет 39 (16/23 м/ж) человек.

## Географическое положение
Село Радьковка находится на расстоянии в 2 км от рек Оскол и Купянка.
На расстоянии в 1 км расположено село Кондрашовка, в 2-х км — город Купянск.
Рядом проходит автомобильная дорога Т-2109.

## История
- 1810 — дата основания.
- Весной 2022 года взято под контроль Вооруженными Силами Российской Федерации
- Осенью 2022 года Вооруженные Силы Украины восстановили контроль над селом
- 23 мая 2025 года село вновь перешло под контроль Вооруженных Сил Российской Федерации.